# Modelo estatístico
Modelo estatístico é um conjunto de hipóteses sobre a geração de dados observados e dados semelhantes de diferentes fatores. Este descreve a relação entre variáveis aleatórias com outras variáveis (não aleatórias). Em termos matemáticos, um modelo estatístico é geralmente considerado como um par (S, P), em que S é o conjunto de observações possíveis, isto é, o espaço amostral, e P é um conjunto de distribuição de probabilidades em S.
Um modelo estatístico pode ser usado para descrever o conjunto de distribuição a partir da qual se assume que um determinado conjunto de dados é amostrado. Por exemplo, se assumir que os dados surgem a partir de uma distribuição normal, em seguida, esta assume um modelo gaussiano
{\displaystyle {\mathcal {P}}=\{P_{\mu ,\sigma }(x)\equiv {\frac {1}{{\sqrt {2\pi }}\sigma }}\exp \left(-{\frac {1}{2\sigma ^{2}}}(x-\mu )^{2}\right):\mu \in \mathbb {R} ,\sigma >0\}}.